# لي هاوين
لي هاوين (بالصينية: 李浩文) (29 نوفمبر 1993 بشانغهاي في الصين - ) هو لاعب كرة قدم صيني في مركز الهجوم. لعب مع نادي مجموعة شانغهاي الدولية للموانئ ونادي شانغهاي بودونغ لكرة القدم.

## روابط خارجية
- لي هاوين على موقع قاعدة بيانات كرة القدم.إي يو (الإنجليزية)
- لي هاوين على موقع Soccerway.com (الإنجليزية)